# 橘佳世
橘 佳世（たちばな かよ、1975年〈昭和50年〉9月7日 - ）は、日本の女優。身長163cm

## 出演

### 映画
- 小谷さん家のペコちゃん（2006年） - 友人 役
- アルミホイルマン（2007年） - ミドリ 役
- 0,025（2009年） - 女 役
- あぶく（2009年） - 女役・ボール 役
- 行旅死亡人（2009年11月7日、井土紀州監督） - 吉村靖子 役
- 土竜の祭（2010年11月27日、井土紀州監督） - 手嶋清子 役[1][2]
- サンライズ・サンセット（2013年1月26日、橋口亮輔監督） - モモ 役[3][4][5]

### テレビ
- ニンゲン観察バラエティ モニタリング（2016年、TBS）

### 舞台
- 遺産相続ゲーム（1998年） - 猛獣使い 役
- 王女メデイア（1999年、ク・ナウカシアターカンパニー演劇公演）
- オイディプス・レックス（2000年、ク・ナウカシアターカンパニー演劇公演）
- オイディプス王（2000年、ク・ナウカシアターカンパニー演劇公演）
- 女中たち（2001年） - クレール 役
- zbb（2002年） - パフォーマー
- 鷹の井戸（2002年） - 鷹姫 役
- ハムレット（2005年） - ガートルード 役
- ルリ姫とハリ姫（2006年6月8日-6月11日、少年かしこ公演）
- 悪魔の奴隷（2007年）
- 光と光の中（2008年）
- モンスタールーム（2008年、磨心頑公演）
- 三人は姉妹（2009年、劇団山猫と紅葉公演）
- ドッグアイドル（2009年、劇団山猫と紅葉公演）
- 赤ずきん〜ザ・紙芝居〜（2009年） - オオカミ 役
- るつぼ（2010年） - ティチュバ役
- エレジー（2012年2月14日-2月20日、ULPS公演） - 敏子 役[6]
- 或る女（2016年6月30日-7月3日、演劇企画集団THE・ガジラ公演）[7][8]

### CM
- 富士紡（2016年）
- Peugeot　体感試乗キャンペーン（2016年）

### その他
- WEB　アエラホーム